# بيه سانت كاترين (كيبك)
بيه سانت كاترين (بالإنجليزية: Baie-Sainte-Catherine, Quebec)‏ هي بلدية محلية في كيبيك تقع في كندا في Charlevoix-Est Regional County Municipality.  يقدر عدد سكانها بـ 204 نسمة ومساحتها 416.90 كم2 .